# Sane (Acte)
Sane (en grec antic Σάνη) era una colònia d'Andros a l'istme de la península d'Acte en un terreny baix i ondulat que l'enllaça amb la península Calcídica, per on passava el canal que va construir Xerxes. Les restes de pedra i morter, alguns blocs quadrats i fonaments de muralles s'han trobat a Próvlaka.
No s'ha de confondre amb una altra ciutat situada a Pal·lene que també portava el nom de Sane.